# Roberto Menichelli
Roberto Menichelli (Roma, 14 gennaio 1963) è un allenatore di calcio a 5, allenatore di calcio ed ex giocatore di calcio a 5 italiano.

## Biografia
Si laurea in Scienze Motorie presso l'Università degli Studi  "Gabriele D'Annunzio" di Chieti. Consegue la qualifica di preparatore atletico professionista di calcio, allenatore di calcio a 5 di 1º livello e allenatore professionista di calcio UEFA PRO. È docente alla scuola allenatori di Coverciano e collaboratore tecnico del settore giovanile della AS Roma Calcio. È stato consigliere nazionale dell'Associazione Italiana Allenatori di calcio per il quadriennio 2020-2024.
Insegna all'Università degli Studi di Roma "Foro Italico" nel corso di laurea specialistica in Scienza e Tecnica dello sport (giochi sportivi di squadra- calcio e calcio a 5).
È stato riconfermato nel 2021 componente della sezione sviluppo del calcio giovanile del Settore Tecnico della FIGC.

## Carriera

### Giocatore
Come calciatore ha militato in serie dilettantistiche e in Serie C2 con l'ALMAS Roma. Nel calcio a 5, dal 1985 al 1995, gioca nel campionato di Serie A vincendo due scudetti (con il Torrino nel 1993 e nel 1994) e cinque Coppe Italia dal 1990 al 1995. Con la nazionale italiana ha disputato 28 partite, partecipando al Campionato del Mondo del 1992.

### Allenatore
La carriera di allenatore di Menichelli si svolge tutta all’interno della FIGC. Inizia nel settore giovanile e scolastico, nel quale, dal 1996 al 1999, è istruttore di calcio presso il Centro Calcio Federale di Roma.
In seguito assume il ruolo di vice e preparatore atletico della nazionale di calcio a 5 allenata da Nuccorini e allenatore della squadra nazionale sperimentale e Under 21 di calcio a 5.
È collaboratore tecnico della nazionale Under 17 di calcio, nel corso del campionato d'Europa svoltosi in Italia nel 2005.
Nel 2009 viene nominato tecnico della nazionale maschile di calcio a 5 dell'Italia. Nel 2012 arrivano le prime medaglie: quella di bronzo al Campionato europeo di Zagabria e al Mondiale di Bangkok e nel 2014 ad Anversa, al Campionato europeo per nazioni, vince quella d'oro, battendo in finale la Russia per 3 a 1.
Nel 2015 la Figc gli chiede di allenare anche la squadra nazionale femminile di calcio a 5 che lascerà dopo averla avviata a Francesca Salvatore.
Il 21 dicembre 2018, alla scadenza del rapporto contrattuale, viene sostituito da Alessio Musti e, dopo qualche mese, assume il nuovo incarico di coordinatore di tutte le nazionali di Futsal.

## Palmarès

### Giocatore

#### Club
- Campionato italiano: 2

Torrino SC: 1992-93, 1993-94
- Coppa Italia: 5

Torrino SC: 1990-91, 1991-92, 1992-93, 1993-94, 1994-95

### Allenatore

#### Nazionale
- Campionato d'Europa: 1

Italia: 2014

#### Individuale
- FIGC-LND "Le ali della vittoria": 2012
- CONI "Palma di bronzo al merito tecnico": 2012
- 2014 Futsal Awards quale miglior allenatore delle nazionali maschili al mondo (premio Dimitri Nicolau)
- Panchina d'oro - Premio speciale del Settore tecnico della FIGC: 2014